# Land Hadeln

Lage des Landes Hadeln im Heiligen Römischen Reich (1560)

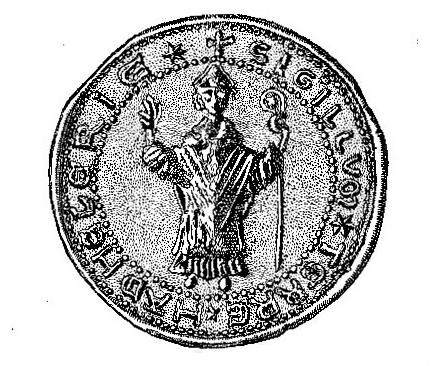
Das große Siegel des Landes Hadeln (13. Jh.) zeigt den Schutzpatron des Landes: den Heiligen Nikolaus von Myra im Bischofsornat

Das Land Hadeln ist eine historische Landschaft – sowie ein ehemaliger bis 1932 bestehender Kreis, fortgeführt durch den nicht deckungsgleichen bis 1977 bestehenden Landkreis mit Sitz in Otterndorf – an der unteren niedersächsischen Elbe, im Dreieck zwischen den Mündungen der Elbe und der Weser. Zusammen mit dem Land Wursten und dem gemeinsamen Hinterland bildet es noch heute einen typischen, relativ geschlossenen Kulturraum.
Der Name geht auf einen Ort Haduloha im Norden der Hohen Lieth zurück, der in den Fränkischen Reichsannalen und anderen Texten des 8. und 9. Jahrhunderts als locus Haduloha erwähnt wird. Im 11. Jahrhundert wurde dann der ganze Norden des Elbe-Weser-Dreiecks als Haduloga oder Hathleria bezeichnet. Nach der Anfang des 12. Jahrhunderts begonnenen Kultivierung der Küstenmarschen verengte sich die Landschaftsbezeichnung zunehmend auf das Neuland am Südufer der Elbmündung.
Zum 1. Januar 2011 wurden die bisherigen Samtgemeinden Hadeln und Sietland zu der neuen Samtgemeinde „Land Hadeln“ zusammengeschlossen.

## Landschaft

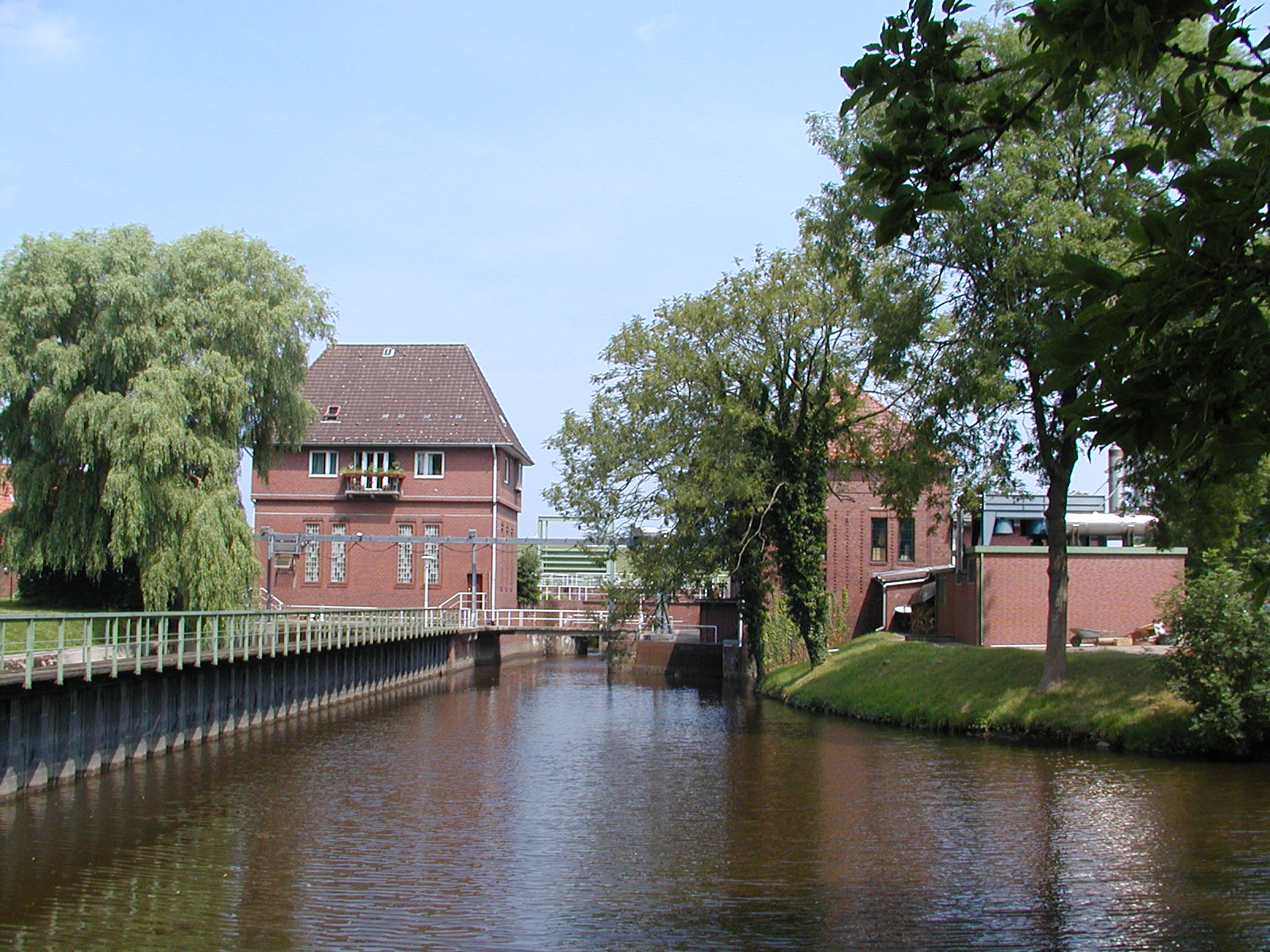
Die Otterndorfer Schleuse mit Pumpstation; rechts das Diesel-, links das Elektropumpenhaus

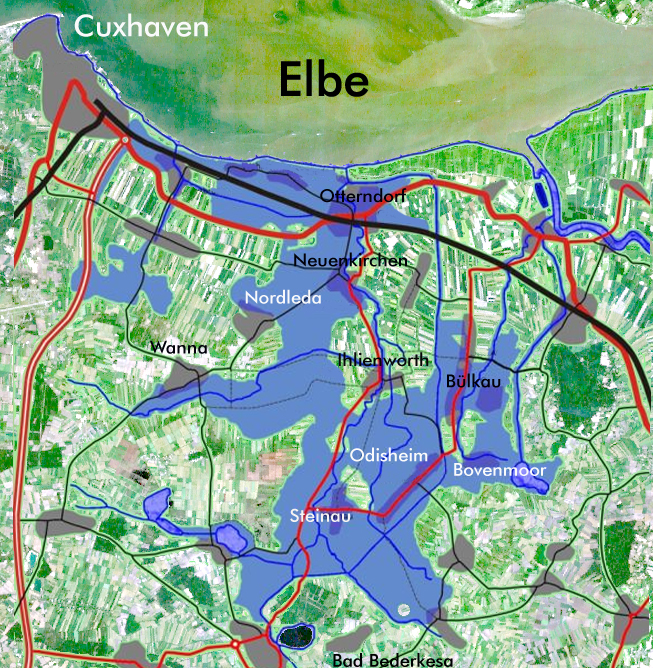
Betroffenes Gebiet bei einer „kleinen“ Sturmflut von nur 4,5 m bei einem Deichbruch am Glameyer-Stack, Otterndorf

Heute beschränkt sich der Name Land Hadeln im Wesentlichen auf die eingedeichte Marsch in der Tieflandbucht südlich der Elbemündung. Sie wird von sandigen Schmelzwasserablagerungen und Moränen der Saale-Kaltzeit (Pleistozän) umgeben, wie dem Geestrücken der Hohen Lieth im Westen, dem Westerberg (56 m ü. NHN), und der Wingst (74 m ü. NHN) im Osten. Im Süden erstrecken sich zwischen den Geestinseln ausgedehnte Nieder- und Hochmoore, die jedoch, bis auf kleine Reste im Ahlenmoor, kultiviert worden sind.
Das Marschland selbst wird noch einmal in die fruchtbare Seemarsch, das sogenannte „Hochland“ (ca. 1–2 m ü. NHN), und das „Sietland“ am Rand der Moore unterteilt. Die schwierige Entwässerung findet, neben der kleinen Schleuse bei Altenbruch, vor allem durch das Schöpfwerk in Otterndorf statt. Dort wird das Wasser der Medem und ihrer zahlreichen Zuflüsse, sowie das Wasser des Hadler Kanals, einem Teil des Elbe-Weser-Schifffahrtswegs, in die Elbe gepumpt. Davor war besonders das Sietland, das bis zu 0,8 m unter NHN liegt, chronisch von Überschwemmungen gefährdet.
Das Land Hadeln liegt im Niederelbegebiet. Die Nähe zur Elbmündung und zur Nordsee bringen die Gefahr mit sich, dass im Falle eines Deichbruchs bei einer Sturmflut das weitgehend nur knapp über dem Meeresspiegel liegende Gebiet zu weiten Teilen überflutet werden würde. Ein mögliches Szenario wird im Artikel Glameyer-Stack beschrieben.
Traditionell herrscht landwirtschaftliche Nutzung vor, mit Grünland und Milchviehhaltung auf der Geest und im Sietland, mit Ackerbau und Obstwirtschaft im Hochland.
Nach der Schließung des Zementwerks in Hemmoor hat der ohnehin kleine Anteil von Arbeitsplätzen in der Industrie noch weiter abgenommen. Viele Arbeitnehmer pendeln deshalb in die Hafenstädte Cuxhaven, Bremerhaven und Stade. Die wirtschaftliche Bedeutung des Tourismus, besonders in den Strandgebieten von Otterndorf und den Moorrand-Seen bei Bad Bederkesa, nimmt dagegen stetig zu.

## Geschichte

### Mittelalter
Die erste schriftliche Erwähnung Hadelns findet sich Ende des 10. Jahrhunderts in der sächsischen Stammessage bei Widukind von Corvey. Auch in anderen mittelalterlichen Chroniken wird die Gegend „wo der Ozean Sachsen bespült“ Haduloha, oder Hatheleria genannt. Im Jahr 797 soll Karl der Große bei einem Feldzug gegen die Sachsen und Friesen auch bis nach Hadeln vorgedrungen sein.
Während der Wikingereinfälle des 9. bis 11. Jahrhunderts wurde Hadeln ein Teil der Grafschaft Lesum. Im 10. Jahrhundert etablierten sich die Udonen als Grafen des Heilangaus, bekannter unter dem späteren Namen Grafschaft Stade. 1063 verkauften die Udonen ihre Reichsunmittelbarkeit an das Erzbistum Bremen, blieben aber als dessen Vasallen weiterhin unmittelbare Landesherren. Um 1100 begann die Erschließung des Marschlandes nach Hollerrecht. Mit der Zunahme von Kulturland und Bevölkerung wurde Hadeln als Grafschaft von der Grafschaft Stade abgetrennt, die nach dem Tode Graf Rudolfs II. zum Streitobjekt zwischen dem Erzbischof Hartwig I. von Bremen und Heinrich dem Löwen wurde, der sich zunächst durchsetzte. Nach dem Zerwürfnis des Welfenherzogs mit Friedrich Barbarossa und seiner Absetzung durch den Kaiser vergab dieser die Herzogswürde für das östliche Sachsen an die Askanier. Erzbischof von Bremen war zu der Zeit Heinrichs Parteigänger Hartwig II. Nach dem Tode des Sohnes Heinrichs des Löwen, Heinrich V., fiel die Grafschaft Stade wieder an das Erzbistum. Inzwischen war die aus Schultheißen und Schöffen gebildete Selbstverwaltung Hadelns erstarkt und akzeptierte stattdessen 1210/11 den askanischen Herzog Bernhard III. als Landesherren.
Danach bildete das Land Hadeln eine weitgehend unabhängige Bauernrepublik unter der lockeren Oberherrschaft der Herzöge von Sachsen-Lauenburg. Bei jedem Regierungswechsel ließen sich die Hadler ihre Freiheiten und Privilegien auf dem Warningsacker zwischen Otterndorf und Altenbruch neu bestätigen. Im Gegensatz zum benachbarten Land Wursten konnten im Land Hadeln aber auch das Kloster Neuenwalde und lokale Adelsfamilien Grundbesitz erlangen, ohne dadurch jedoch größeren politischen Einfluss auf das Land zu gewinnen.
Nachdem 1393 das Schloss Ritzebüttel von den Lappes an Hamburg gefallen war, nahm der Einfluss der Hansestadt mit Gründung des Amtes Ritzebüttel (heute Cuxhaven) 1394 auch im Land Hadeln zu. In Otterndorf, das 1400 die Stadtrechte erhalten hatte, und wo schon früh eine Alte Lateinschule Otterndorf nachzuweisen ist, halfen die Hamburger beim Wiederaufbau des Schlosses, das zuvor vom bremischen Erzbischof zerstört worden war, und von 1407 bis 1481 befand sich das Land sogar in hamburgischem Pfandbesitz. Als die Hamburger jedoch versuchten, den Weizenexport zu monopolisieren, kam es 1456 zum Aufstand. Nachdem der Konflikt unentschieden ausging, gelangte man schließlich zu einer dauerhaften Kompromisslösung zwischen den Befugnissen des herrschaftlichen Amtmannes oder Gräfen in Otterndorf und der sonstigen Selbstverwaltung der Hadler Stände.

### Bauernkriege und Reformation
Als Herzog Johann IV. von Sachsen-Lauenburg das Land Hadeln endlich aus dem hamburgischen Pfandbesitz auslösen konnte, versuchte er 1484 seine alten Ansprüche auf die angrenzende Vogtei Bederkesa und das Land Wursten militärisch durchzusetzen, scheiterte jedoch kläglich. Auch sein Nachfolger Herzog Magnus erlitt 1499 eine schwere Niederlage gegen die kriegerischen Wurster. Nach dem ersten Eroberungskrieg des bremischen Erzbischofs Christoph von Braunschweig-Lüneburg gegen das Land Wursten, beteiligen sich auch die Hadler 1518 an dem folgenden Aufstand, und plünderten das erzbischöfliche Amt Neuhaus. Nach der endgültigen Unterwerfung der Wurster 1524 hatten dafür aber auch die Hadler unter den Repressalien der erzbischöflichen Kriegsknechte zu leiden.
Etwa zur selben Zeit fasste der Protestantismus im Land Hadeln zunehmend Fuß. Durch seine Härte, Rücksichtslosigkeit und Geldgier hatte nicht nur Erzbischof Christoph an Prestige und Glaubwürdigkeit verloren, sondern auch dessen Propst von Hadeln-Wursten. Nach längerem Taktieren gelang es den Hadlern, mit Rückendeckung durch Herzog Magnus, ab 1526 nach und nach alle frei werdenden Predigerstellen mit Protestanten zu besetzen, und 1535 wurde in Otterndorf ein eigenes Hadler Kirchengericht (Konsistorium) eingerichtet, dem von nun an das Patronatsrecht zukam.
Herzog Magnus’ Nachfolger veranlasste 1543 die Niederschrift des Hadler Landrechts. Nachdem er 1567 alle Ansprüche auf Bederkesa, Lehe und das Land Wursten aufgegeben hatte, verblieb das Land Hadeln, bis auf ein kurzes Intermezzo zwischen 1581 und 1585 eine lauenburgische Exklave, größtenteils umschlossen von erzbischöflichem Gebiet. Auf diese Weise hatte das Land Hadeln die Phase der militärischen Unterwerfung der freien Marschen durch die Territorialherrscher überstanden und konnte als einzige Marsch ihre Verfassung und viele ihrer mittelalterlichen Privilegien bis weit in die Neuzeit behaupten.

### Das Ende der askanischen Herrschaft
Während des Dreißigjährigen Krieges erlitt auch das Land Hadeln die Besatzung von Dänen, Kaiserlichen und Schweden. 1631 und 1632 beteiligte sich die Hadler Landwehr auf Seiten der Schweden an den erfolgreichen Kämpfen gegen die katholische Liga. Aber selbst nachdem 1648 das Bistum Bremen säkularisiert worden und an Schweden gefallen war, blieb das Land Hadeln weiterhin lauenburgisch. Auch während der folgenden Auseinandersetzungen zwischen Dänemark und Schweden um die Vorherrschaft in Nordeuropa im Ersten Nordischen Krieg (1655–1660) verließen sich die Hadler Stände weiterhin auf die Selbstverteidigung durch die Landwehr.
Mit dem Tod des Herzogs Julius Franz erlosch 1689 das askanische Haus von Sachsen-Lauenburg, und das Herzogtum kam mitsamt dem Land Hadeln als erledigtes Lehen unter direkte kaiserliche Landeshoheit und Verwaltung. Während des Zweiten Nordischen Krieges (1700–1721) unterstützten die Hadler 1715 die schwedische Schutzwache und die Kaiserlichen noch gegen einen Eroberungsversuch des mit Dänemark verbündeten Kurhannover. In der Folge stieg jedoch der Unmut über die dauernde Anwesenheit fremder, katholischer Soldaten im Land. Als Kaiser Karl VI. 1731 Hadeln an Kurhannover übergab, geschah dies mit Billigung der Hadler, denn ihre Selbstverwaltung blieb dabei weitgehend unangetastet.

### Hannoversche Herrschaft und „Franzosenzeit“
Im Verlauf des Siebenjährigen Krieges (1756–1763) widersetzten sich die Hadler Stände mehrfach der Aushebung von Soldaten unter Berufung auf ihre alten Privilegien. Erst kurz vor Ende des Krieges wurde durch ein hannöversches Regiment zum ersten Mal eine Aushebung erzwungen. Während der Koalitionskriege (1792–1797 und 1798–1802) gegen das revolutionäre Frankreich konnten Rekrutierungen jedoch wieder umgangen werden.
Zu Beginn der Napoleonischen Kriege kam es von 1801 bis 1805 zu mehreren Besetzungen des militärisch schwachen Kurhannover, abwechselnd durch Preußen, Frankreich und wieder Preußen. Ab 1806 errichteten die Franzosen die Kontinentalsperre gegen England, und 1810 wurde schließlich das ganze deutsche Küstengebiet zu einem Teil des Kaiserreichs Frankreich erklärt. Die Verfassung des Landes Hadeln wurden außer Kraft gesetzt, und es kam zu umfangreichen Aushebungen von Soldaten und Seeleuten.
Nach der Vertreibung der Franzosen wurde 1814 das Kurfürstentum Hannover vergrößert und zum Königreich erhoben. Das wiederhergestellte Land Hadeln erhielt einen eigenen Deputiertensitz in der Landständeversammlung in Hannover, nach der Verfassungsreform von 1819 sogar noch einen zweiten. Im Gegensatz zur konservativen Ritterschaft, den dominierenden Vertretern des freien ländlichen Grundbesitzes, vertraten die Hadler Deputierten fast immer eine liberale Position. Aus diesem Grund rief der Verfassungsbruch von 1837 durch Ernst August von Hannover gerade bei den vertragsgläubigen Hadlern große Empörung hervor. Die geplante Zusammenlegung des Landes Hadeln mit den Herzogtümern Bremen und Verden wurde daraufhin von den Hadlern abgelehnt.
Während nach der Märzrevolution von 1848 der allgemeine Unmut über die Regierung in Hannover noch anhielt, wurden durch mehrere Gesetzesreformen viele Hadler Sonderregelungen beseitigt, und 1855 kam es zu einem erneuten Verfassungsbruch. Andererseits wurden etwa zur selben Zeit durch den Chausseebau und den Bau des Hadler Kanals die Grundlagen für die weitere wirtschaftliche Entwicklung des Landes Hadeln gelegt. Während des Deutsch-Dänischen Krieges von 1864 erwies sich jedoch ein weiteres Mal die militärische Hilflosigkeit des Königreichs. Als Hannover schließlich 1866 von Preußen annektiert wurde, stieß dies in der Bevölkerung kaum noch auf Widerspruch. 1879 nahm die preußische Justizverwaltung den Hadler Kirchspielsgerichten einen Großteil ihrer verbliebenen Aufgaben. 1884 wurden die Hadler Stände aufgelöst, 1885 das Konsistorium (Kirchengericht). Hiermit fanden die letzten Reste der Hadler Selbstverwaltung ein Ende, aber einige Polizeifunktionen der Hadler Kirchspielsgerichte überdauerten noch als Kompetenzen des nun entstandenen Kreises Hadeln, der bis zur preußischen Kreisreform von 1932 bestand.

## Kultur und Sehenswürdigkeiten

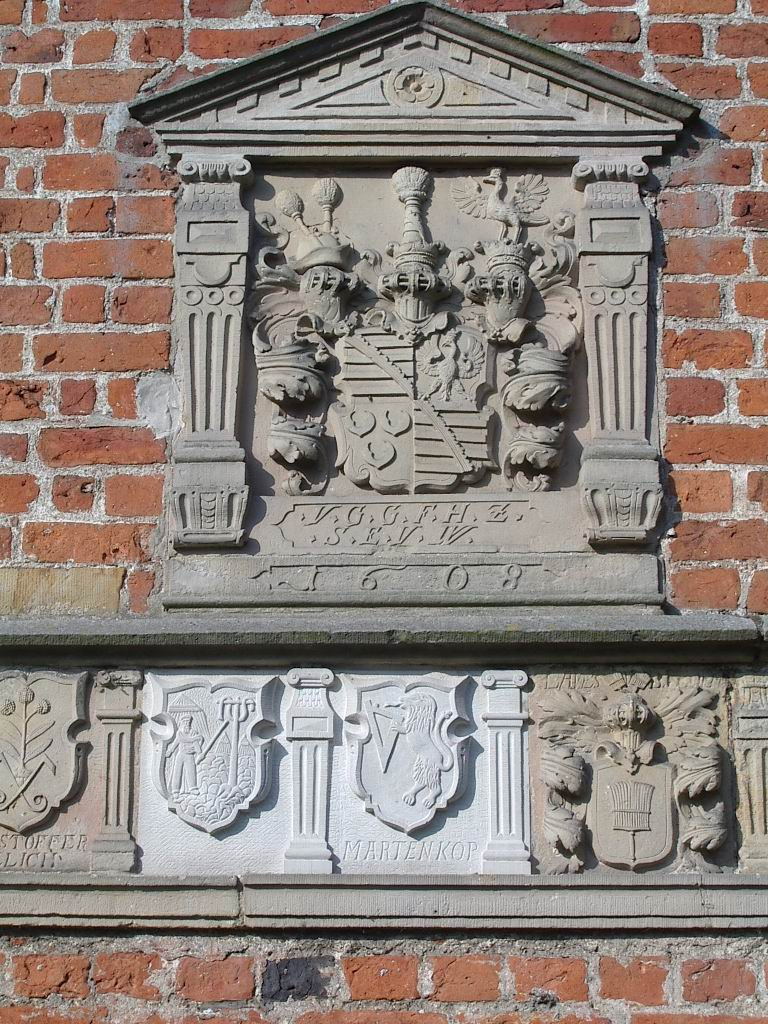
Bauernwappen an der St.-Jacobi-Kirche in Lüdingworth, darüber das Wappen des Landesherren Franz II. von Sachsen, Engern und Westfalen (Lauenburg). Abgekürzte Inschrift: V.[on] G.[ottes] G.[naden] F.[ranz] H.[erzog] Z.[u] S.[achsen,] E.[ngern] U.[nd] W.[estfalen]

Die wohlhabenden Marschenbauern zeichneten sich besonders durch ihren ausgeprägten Unabhängigkeitssinn aus. Sie führten eigene Familienwappen, aßen getrennt vom Gesinde, und hielten sich oft Privatlehrer für ihre Kinder. Bauern mit einem abgeschlossenen Universitätsstudium waren keine Seltenheit. Johann Heinrich Voß (1751–1826) übersetzte in seiner Zeit als Rektor an der Otterndorfer Latein-Schule (1778–1782) die Odyssee ins Deutsche.
Die prächtig eingerichteten Kirchen, „Bauerndome“, sind bekannt für ihre anspruchsvollen Schnitzarbeiten und für die berühmten Orgeln, zum Beispiel von Schülern Arp Schnitgers (1648–1719). Typisch für die Elbmarschen sind die großen, heute nur noch selten strohgedeckten Bauernhäuser aus rotem Backstein, mit weißem Fachwerk.

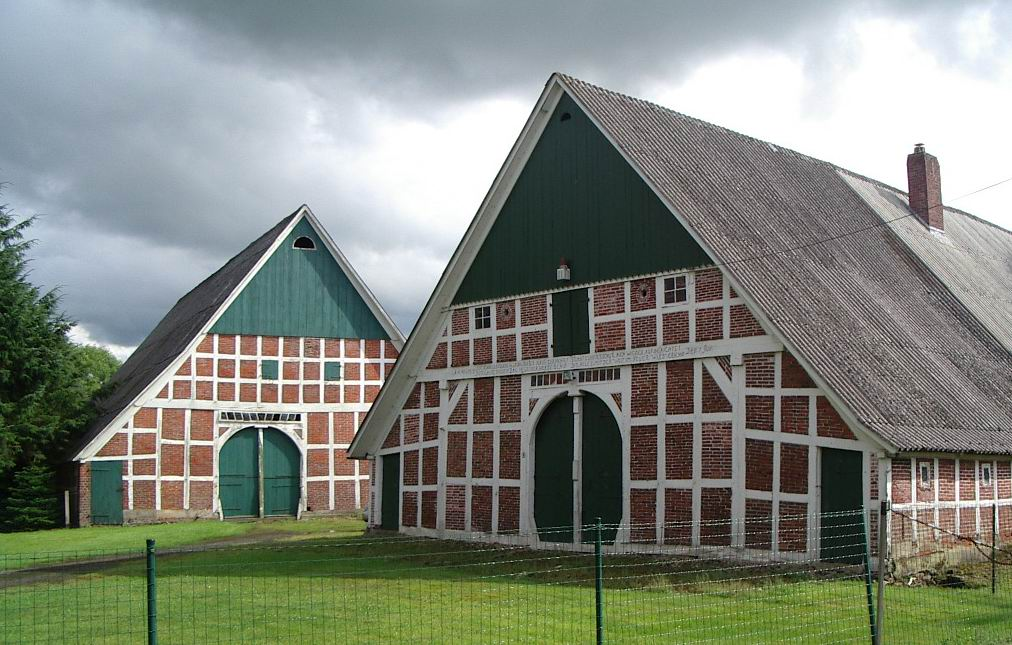
Typische Fachwerkhäuser in Nordleda

Da in der Marsch auch Weizen gut gedeiht, gehörten, anders als in den meisten Teilen Norddeutschlands, auch gekochte Mehlklöße („Klüten“) zu den Grundnahrungsmitteln. Kulinarische Spezialitäten sind die Hadler Hochzeitssuppe, in Fett gebackene „Brunklüten“ zur Weihnachtszeit, und der „Welfenpudding“.
Zu den prominentesten Hadlern gehört der Arabienforscher Carsten Niebuhr (1733–1815), ein Bauernsohn aus Lüdingworth. Der erste Ministerpräsident Niedersachsens, Hinrich Wilhelm Kopf (1893–1961), wurde als Sohn eines Bauern in Neuenkirchen bei Otterndorf geboren. Dort wurde auch Martin Kröncke (1705–1774) geboren, der seine ersten 22 Lebensjahre im Land Hadeln verbrachte und später als Generalmünzdirektor des Königreiches Preußen einer der wichtigsten Finanzbeamten seiner Zeit wurde. Der Musikwissenschaftler und Musikpädagoge Hermann Rauhe (* 1930) stammt aus Wanna.

## Sagen und Legenden
- Des Landes Name (Hadeln)
- Die „Eroberung“ unserer Heimat durch die Sachsen
- Karl der Große und die Hadeler
- Die Hadeler Landesgrenze
- Die Teufelsbrücke
- Seine letzte Sorge
- Die Teufelsmühle
- Der Schnitter und der Teufel
- De gröne Keerl
- Die Zauberformel

(Quelle:)